# Dendronephthya andersoni
Dendronephthya andersoni är en korallart som beskrevs av Henderson 1909. Dendronephthya andersoni ingår i släktet Dendronephthya och familjen Nephtheidae. Inga underarter finns listade i Catalogue of Life.